# Conservatório Nacional Superior de Arte Dramática
O Conservatório de Arte Dramática de Paris é uma faculdade de música e dança fundado em 1795 na cidade de Paris, França. O conservatório oferece aulas de música, dança e drama, com base na tradição da "escola francesa". Em 1946 foi dividido em dois conservatórios, um para ação, drama e teatro, conhecido como o Conservatoire National Supérieur d'Art Dramatique ( CNSAD ) e outra para música e dança, conhecido como o Conservatório Nacional Supérieur de Musique et de Danse de Paris (CNSMDP). 